# KITSAT-A
KITSAT-Aは大韓民国初の人工衛星。韓国内の名は「ウリビョル1号（우리별 1호）」で、「私たちの星」の意味。1992年8月10日、23時08分（UTC）フランス領ギアナのクールーからアリアンロケットにより打ち上げられた。別名Oscar 23。
韓国の衛星技術者の育成、及び開発技術の取得が目的で、イギリスのUoSAT-5（デジタル通信・観測衛星）を元に開発された。サイズは全長67.0cm、幅35.2cm、奥行35.6cm、重量48.6kgの小型衛星で、衛星には電子メールシステム、地球撮影カメラ、宇宙線測定装置が搭載されていた。
衛星の姿勢制御は3軸制御方式で、通信周波数はアップリンクが14.5850MHz、145.900MHz、ダウンリンクが435.175MHz。データ転送能力は最大16MB、9.6Kbpsである。 